# Rua da Mooca
A Rua da Mooca é uma via arterial da cidade de São Paulo.

## Características
Começa no bairro do Brás, na divisa com o Glicério, cruza toda a extensão da Mooca até terminar na Água Rasa. Com isso a via é considerada um importante elo entre o centro de São Paulo e a Zona Sudeste e Zona Leste.
Com cerca de 5 km de extensão, cruza importantes vias, como a Avenida Presidente Wilson (próximo à Companhia Antarctica Paulista) e a avenida Paes de Barros (na famosa confluência da Paes de Barros, Rua da Mooca, Rua Taquari e Rua do Oratório, conhecida como Praça Vermelha).
Nela se localiza a Villa da Mooca, local onde o economista e político José Serra viveu na infância. Também abrigava a Fabbrica 5, casa noturna que fez muito sucesso e que tinha como sócios o apresentador Gugu Liberato e o ator Miguel Falabella, mas atualmente está fechada.